# Tamla Kari
Pour les articles homonymes, voir Kari.
Tamla Kari (née Tamla Cummins) est une actrice britannique née le 27 juillet 1988. Elle est connue pour ses rôles de Constance Bonacieux dans la série The Musketeers et de Lucy dans les films Les Boloss et The Inbetweeners 2.

## Jeunesse
Tamla Kari est née et a grandi à Coventry. Elle a étudié à Wyken Croft and Earlsdon Primary Schools et plus tard à Westwood School and Community College. Elle commence les leçons de danse à l'âge de 4 ans en claquette, danse moderne et gymnastique. Elle pratique également le ballet, la comédie musicale, et la danse de rue, et continue son entraînement jusqu'à l'âge de 20 ans. Avant de gagner sa place au Drama Centre London, Kari fait également partie d'un groupe dramatique à Coventry appelé St Finbarr's Youth Arts, qui est spécialisé dans les œuvres irlandaises.
L'expérience de Kari dans la Finbarr's Youth Arts la mène à faire partie du casting d'une production du théâtre de Belgrade intitulée The Wedding. Bien qu'elle aime jouer, la danse devient sa priorité. Elle obtient un A-level en français, biologie, et en théâtre, elle réalise alors qu'elle veut poursuivre une carrière d'actrice. Après avoir quitté l'école, elle déménage à Londres pour commencer des cours d'art dramatique. En 2011, elle obtient son diplôme avec mention en comédie.

## Carrière
Pendant la seconde moitié de sa dernière année au Drama Centre London, Tamla Kari obtient le rôle de Lucy dans  Les Boloss (The Inbetweeners Movie). Elle a depuis joué différents rôles. Elle apparaît dans la saison 4 de Being Human et dans la saison 2 de Silk. Elle joue le rôle de Constance Bonacieux dans la série de la BBC The Musketeers. En 2013, elle incarne Danielle dans la nouvelle comédie The Job Lot. En 2014, elle reprend son rôle de Lucy dans The Inbetweeners 2.

## Filmographie

### Cinéma
- 2011 :  Les Boloss (The Inbetweeners Movie) : Lucy
- 2014 : The Inbetweeners 2 : Lucy

### Télévision
- 2012 : Being Human : Pearl
- 2012 : Silk : Izzy Calvin
- 2012 : Cuckoo : Rachel Thompson
- 2013 : The Job Lot : Danielle
- 2014-2016 : The Musketeers : Constance Bonacieux

### Théâtre
- Saturday Night and Sunday Morning[2]
- Solo Showing
- An Experiment with an Air Pump[3]
- Tartuffe
- La Nuit des rois
- Don Carlos
- The Kitchen
- Our Town
- Philistines
- Versailles[4]